# 伊那市立図書館
伊那市立図書館（いなしりつとしょかん）は、長野県伊那市の公共図書館。
2006年（平成18年）には旧伊那市、上伊那郡高遠町、上伊那郡長谷村の1市1町1村が合併して新伊那市が発足した。伊那市立図書館は旧伊那市域にある伊那図書館と旧高遠町域にある高遠町図書館の2館に加えて公民館図書室6室からなる。

## 沿革
- 1986年（昭和61年） : 高遠町に高遠町図書館が開館
- 1994年（平成6年） : 伊那市に伊那市立図書館が開館
- 2006年（平成18年） : 旧伊那市・高遠町・長谷村が合併して新伊那市が発足、伊那市立伊那図書館と伊那市立高遠町図書館に改称

## 特色
館長には教員経験者などを起用していたが、2007年には長野県の公立図書館として初めて館長を全国公募した。東京で法務・経営企画マネージャーなどを務め、2002年に伊那市に移住していた平賀研也が館長に就任。平賀は「“伊那谷の屋根のない博物館”の“屋根のある広場”」を目標に掲げている。平賀の後には、2013年度までに軽井沢町立図書館（軽井沢町）、塩尻市立図書館、小布施町立図書館、佐久市立図書館（佐久市）、市立大町図書館でも公募館長または招聘館長が就任している。2010年時点の年間予算は1億円強。入館者の18%は伊那市以外の自治体在住者である。
図書館の枠組みを超えた発信によって図書館の可能性を広げる活動が評価され、2013年10月には第15回図書館総合展で最終選考会が行われたLibrary of the Yearの大賞を受賞した。Library of the Yearは知的資源イニシアティブが主催し、図書館にかかわる先進的な取り組みを顕彰するものである。長野県の図書館としては、2年前の2011年に小布施町立図書館まちとしょテラソが大賞を受賞している。
伊那市立図書館を除く2013年の優秀賞は千代田区立日比谷図書文化館、長崎市立図書館、まち塾＠まちライブラリーだったが、伊那市立図書館は審査員票のほとんどを獲得した。川口市メディアセブンでディレクターを務める氏原茂将は、伊那市立図書館が「今後の図書館のあり方」について他に先んじていると評価した。図書館が住民と協同で知識や情報を発掘し、図書館の新たな機能を見出しているとしている。審査員を務めた情報学者の高野明彦は、対照的なコンセプトを持つ伊那市立図書館とまちライブラリーのアプローチが重なる場所に新たな図書館が生まれるのではないかと指摘している。

### ぶら・りぶら

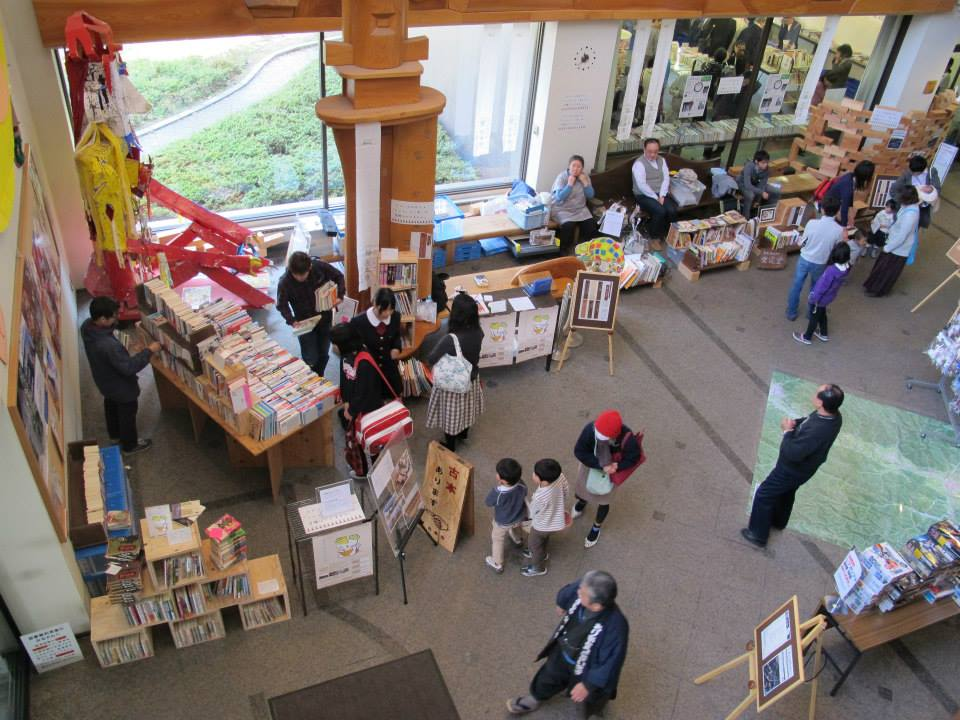
ぶら・りぶら（2013年）

2009年（平成21年）には図書館地域通貨「りぶら」を用いたイベント「ぶら・りぶら」を初開催し、2015年まで毎年開催している。この地域通貨は上伊那図書館から生まれた除籍本の引換券、一棚古本市の割引券、商店街での割引券などとして使用することができる。参加者は軒先に書棚が置かれた商店街を歩き回り、図書館通貨を除籍本や古本と交換する過程で、地域と図書館の関係を再発見する。

### 伊那電伊那まつり巡行
伊那電気鉄道が現在の伊那市に達してから100周年の2012年には、電気と電車の百年をテーマとして地域に学ぶ企画を数多く実施した。特に古い写真の収集とデジタル化を重視し、収集した写真の展示、写真を活用したワークショップ、デジタルツールの製作などを行った。図書館と地元出身の学生が協同で「伊那まち写真アーカイブ」をまとめ、図書館が主体となって鉄道沿線案内図や市街地地図に写真を掲載した携帯端末地図アプリを製作。100年前に走っていた電車の2/3サイズ模型は考証に田切ネットワークの監修を受け、子どもを乗せて夏祭りを巡行した。すべての企画が市民参加型のワークショップであり、電子情報の共有財化に親しみを持ってもらうことを意図している。

### 高遠ぶらり

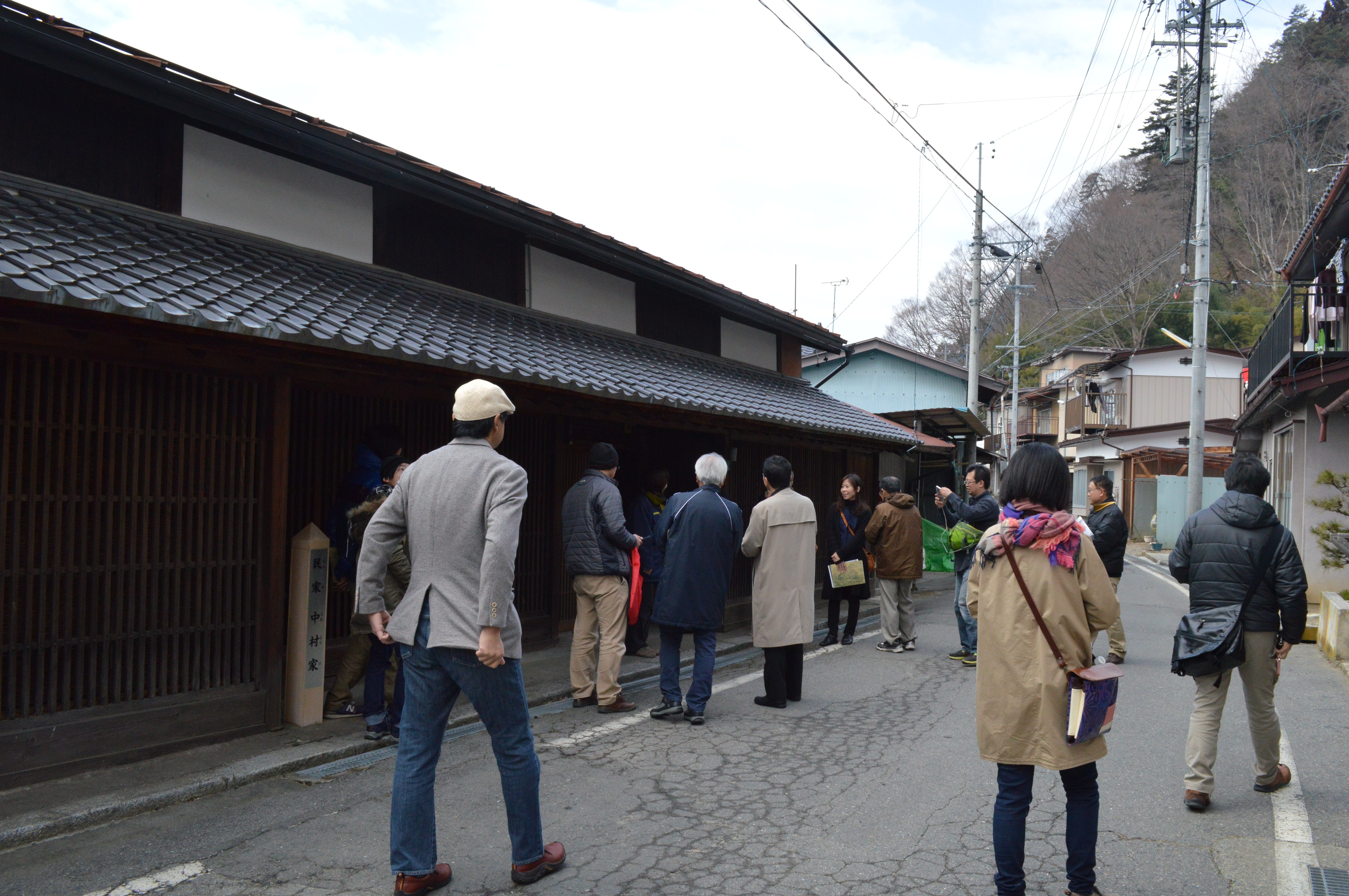
「高遠ぶらり」を用いた街歩きイベントの参加者

「高遠ぶらり」はiPadやスマートフォンで地図を閲覧するアプリケーションであり、GPSを用いて古地図や絵図に現在地を表示したり、古地図や絵図と現代の地図を切り替えながら街歩きを行うことができる。図書館がプロジェクトオーナーとなった政策委員会方式でアプリの開発やワークショップの開催を行い、図書館職員のほかには観光ガイド、郷土史家、デザイナー、エンジニア、学生などさまざまな属性の市民が参加者に名を連ねている。街歩きワークショップや観光客向けウォークラリーを行い、年2回のアップデートで掲載する地図を増やしている。
デジタル化した情報を再び街歩きに活かし、地域住民による能動的な情報収集・発信を支援している。高遠藩内藤家の下屋敷が新宿御苑にあった縁で、2013年には新宿御苑周辺もアプリに加えられ、新宿区立四谷図書館が街歩きイベントなどに活用している。

### 伊那谷自然環境ライブラリー
伊那市ふるさと大使の田畑貞寿と森田芳夫から寄贈された専門書を軸にして、関係する図書や資料に加えて地域活動の情報も収集したのが「伊那谷自然環境ライブラリー」である。地域の自然・歴史・文化を「屋根のない博物館」ととらえ、地域の発展を考えたエコミュージアム構想を提言。このコーナーには情報の窓口としての役割を持たせた。新刊書コーナーに次いで回転率が良いという。2009年（平成21年）7月には図書に加えて家具や昆虫標本なども展示した「自然がくらしをささえ、くらしが自然をつくる」を開催し、シンポジウムも行った。2010年夏には伊那市内の平地林で「森をきく、森にかたる」を開催し、詩や短歌の発表、火起こし体験、建築士を招いてのワークショップなどを行った。

### 高遠ブックフェスティバル
2009年8月29日・30日には斉木博司や北尾トロなどが高遠で営業していた古本屋「本の家」などが主体となって、高遠ブックフェスティバルが開催された。古書で町おこしを図ったイギリスのヘイ・オン・ワイを目標に掲げ、「本の町」高遠のアピールを狙った。長野県内外の古書店を招待して町中に本棚を置き、角田光代、いしいしんじ、熊田俊郎、都築響一、飯沢耕太郎などを招いてトークイベントやシンポジウムを行った。高遠町図書館はこのイベントに除籍本を提供し、イベントのひとつとして百人一首大会を手掛けた。2010年9月18日から23日には第2回高遠ブックフェスティバルが開催され、高遠町図書館は独自のプログラムを展開した。
2011年には「高遠・週末本の町」に名称を変更。斉木や北尾はこの年限りで高遠から「本の家」を引き上げたが、町民がイベントの主体となることで高遠町図書館の重要性が増し、2012年には大掛かりなイベントではなく古書の販売会などを中心とした第4回高遠ブックフェスティバルを開催した。2013年以後も高遠ブックフェスティバルは毎年開催されている。

## 伊那図書館

### 歴史

#### 前史
| 上伊那図書館 | 上伊那図書館                                                                                                |
| ------------ | --- |
|              | |
| 所在地       | 396-0025 長野県伊那市荒井3520番地 北緯35度50分19.9秒 東経137度57分23.9秒 / 北緯35.838861度 東経137.956639度 |

##### 上伊那図書館(1930-2003)
製糸業の実業家である武井覚太郎はヨーロッパを視察する中で図書館の必要性を実感し、十数万円を投じて上伊那図書館を建設して上伊那教育会に寄贈した。1930年12月17日には財団立の上伊那図書館が開館。武井は片倉製糸の常務や上伊那銀行の頭取を務めたほか、長野県上伊那郡組合立伊北農蚕学校の設置に尽力し、上伊那郡伊那富村（現・辰野町）の村長、長野県議会議員、貴族院議員として政界でも活躍している。建物の玄関脇には武井の胸像が建っている。
上伊那図書館は伊那市唯一の洋館であり、外装にはレンガが用いられているほか、スチーム暖房を備えている。開館時には伊那町図書館の蔵書全433冊が寄贈されている。開館当日の信濃毎日新聞は「壮麗完備天下に誇る」と伝え、上伊那図書館はその後の約70年間にわたって上伊那地方の教育・文化の中心であり続けた。戦前の長野県は図書館活動が盛んであり、特に青年団が運営する私立図書館が多かった。

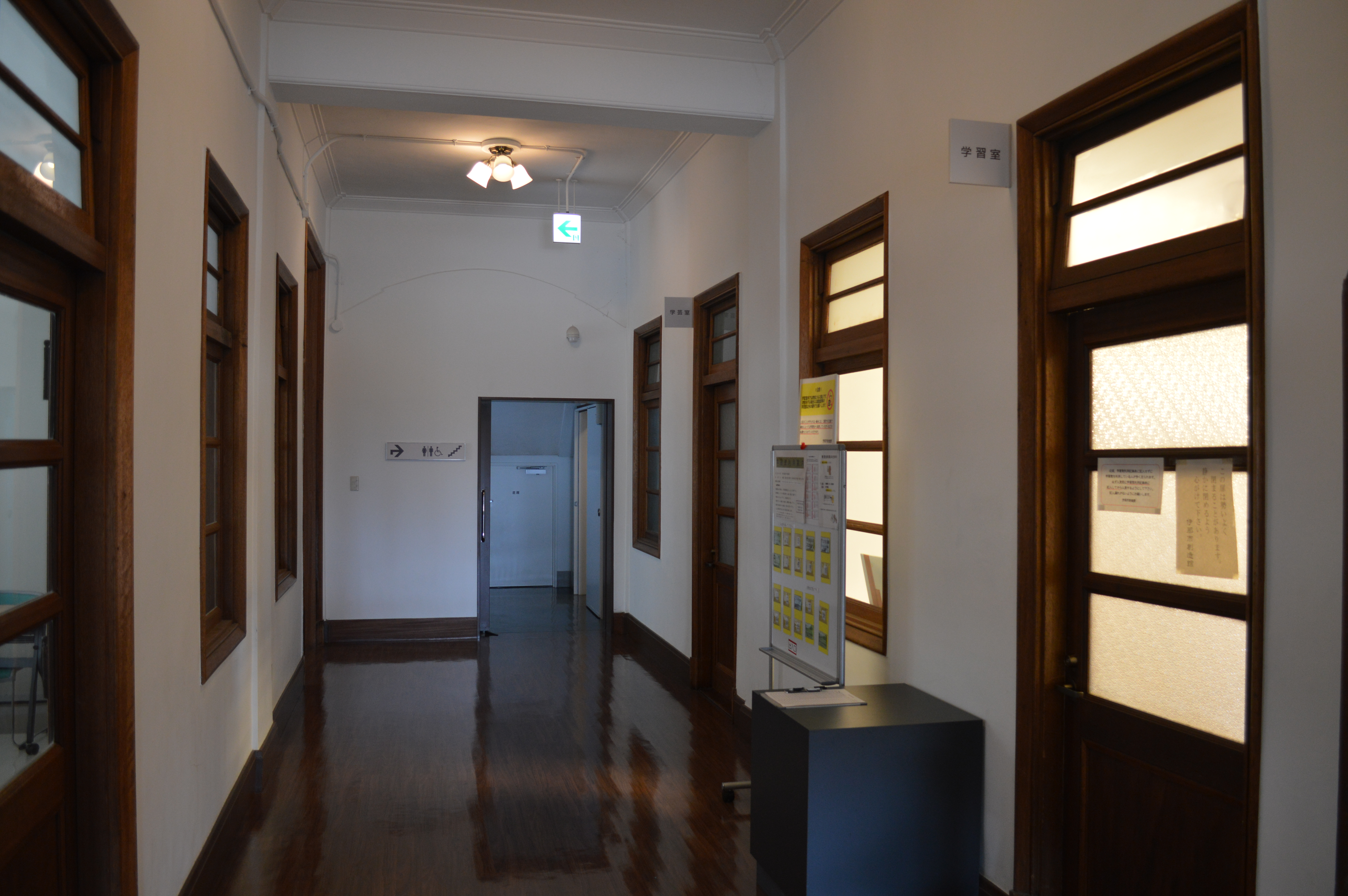
上伊那図書館の建物内部

1936年（昭和11年）の「日本帝国文部省年報」によると、長野県には全国第1位の343館の図書館があり、私立館（252館）の数は他県を圧倒していた。太平洋戦争中の上伊那図書館は名古屋市蓬左文庫の図書や徳川美術館の美術品などの疎開先となり、戦後には進駐軍に接収された時期もあった。戦後の長野県は1949年まで占領軍の指令下に置かれたため、軍国主義的図書を閲覧禁止とする措置などが採られた。
1950年（昭和25年）には図書館法が施行され、青年団図書館や私立図書館の多くは自治体の公民館図書部に吸収されたが、上伊那図書館は県下15館の法定図書館のうちわずか2館の私立図書館のひとつとして残った。1960年時点の上伊那図書館の蔵書数は25,829冊である。『昭和54年度長野県公共図書館概況』によると、1979年の長野県には32館の法定図書館があったが、うち31館は市町村立図書館であり、上伊那図書館は長野県にただ一つ残る財団立図書館だった。
1994年（平成6年）に公立の伊那市立図書館が開館すると、財団立の上伊那図書館は2003年に閉館となり、2004年には管理が伊那市に移管されている。伊那市は合併特例債やまちづくり交付金を活用し、9億6000万円を投じて本館の改修と収蔵庫の新設を行った。2010年5月24日に伊那市創造館として開館し、神子柴遺跡から出土した石器、顔面付釣手形土器（いずれも重要文化財）などが常設展示されている。

#### 伊那市立図書館(1994-)
| 1階 | 児童図書室、視聴覚室、会議室 |
| 2階 | 一般図書室、レファレンス室   |
| 3階 | 書庫                         |

1977年の第17回上伊那母親大会を契機として、伊那市の6か所に地域文庫が誕生した。1978年10月には教育委員会によってこれらの地域文庫に図書購入費が付けられ、地域文庫はさらに数を増やしている。伊那地域文庫連絡会は児童文学者・絵本作家・絵本画家などを招いた講演会を開催し、田島征三、いわむらかずお、古田足日、神沢利子などが伊那市で講演を行っている。名古屋市鶴舞中央図書館の見学ツアーなどを開催するなどする中で、1985年4月には「伊那図書館を考える会」に発展した。
1989年時点の長野県内17市の中で、市立図書館を持たないのは伊那市だけだった。伊那市は1989年に図書館建設基本計画を策定。建設地は上伊那図書館の用地が有力であり、上伊那図書館は用地を無償で貸与する意向を示していたが、敷地面積確保や文化財保護の観点から上伊那図書館の用地は困難となり、1991年12月には建設地を伊那市営中央駐車場の一角とすることを決定した。市営中央駐車場の東側半分に建物を建設し、西側半分は駐車場として使用している。
1992年10月31日に着工し、1993年12月28日に竣工。1994年1月25日に竣工式が行われ、1月31日には図書館より一足早く市民サービスコーナーを開設した。4月には貸出カードの受付を開始し、7月1日に伊那市立図書館が開館した。総工費は13億3436万5000円。建物は鉄筋コンクリート造3階建であり、延床面積は3,079.33m2である。1999年7月、伊那市役所ウェブサイト内で伊那市立図書館の蔵書検索サービスを開始した。
1階は児童図書室や視聴覚室などであり、児童図書室は2万冊を収納できる。2階は一般図書室やレファレンス室（郷土資料）などであり、一般図書室は6万冊を、レファレンス室は2万冊を収納できる。3階の書庫は10万冊を収容可能。館全体で計20万冊の蔵書能力を持つ。『長野県の公共図書館』によると、1995年当時の蔵書数は66,293冊、雑誌294冊、新聞29紙、視聴覚1,816タイトルだった。
1996年には東春近分館（春近郷ふれ愛館図書室）を開設、1999年には富県分館（富県ふるさと館図書室）を開設、2001年には手良図書室を開設している。2006年には旧伊那市・高遠町・長谷村が合併して新伊那市が発足した。合併にともなって、伊那市立図書館は伊那市立伊那図書館に改称している。2007年には旧長谷村域に長谷分館（長谷公民館図書室）が設置され、2008年には美篶分館（美篶きらめき館図書室）が設置され、2014年には西箕輪分館（西箕輪公民館）が設置された。

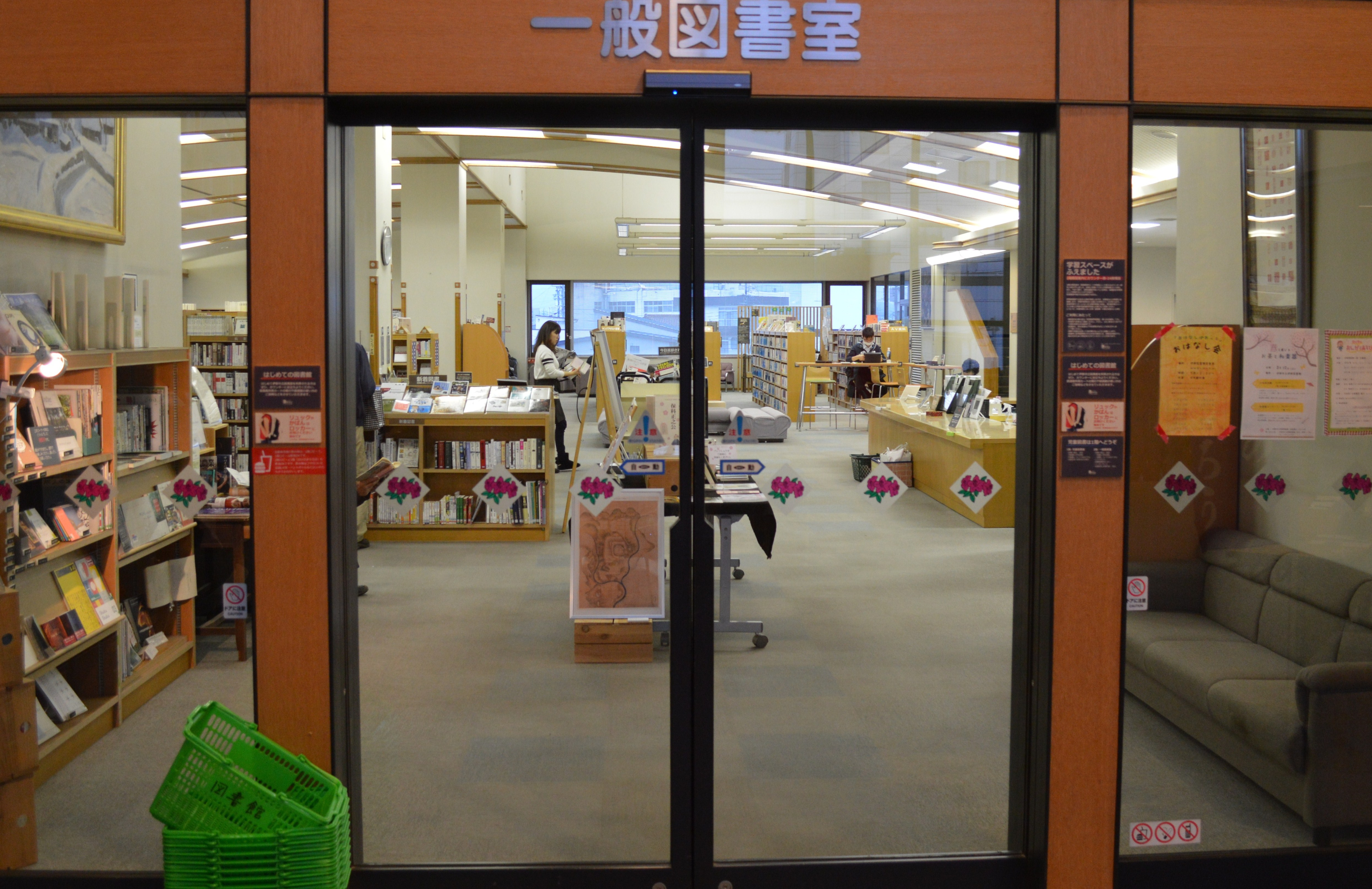
一般図書室
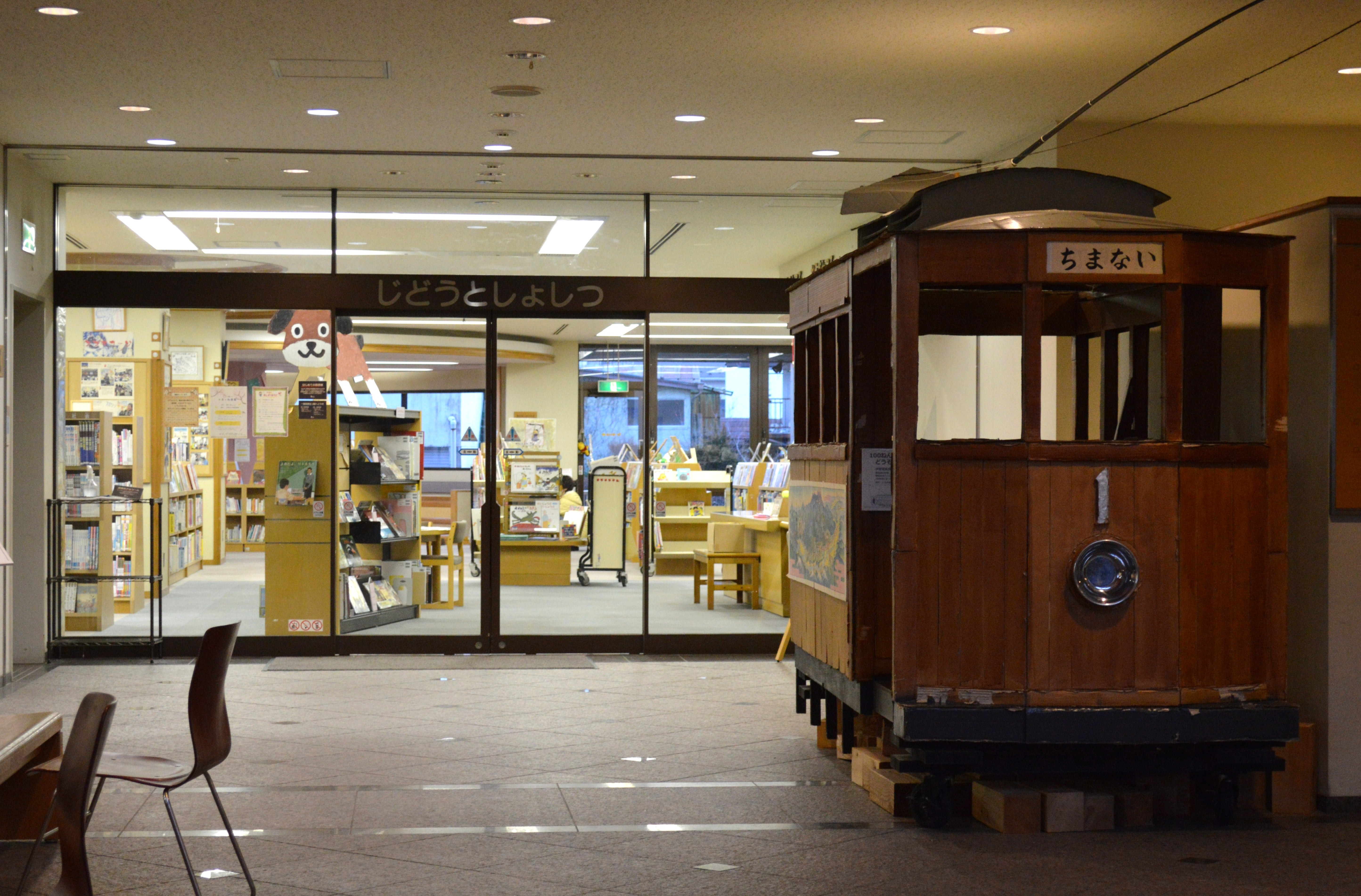
児童図書室
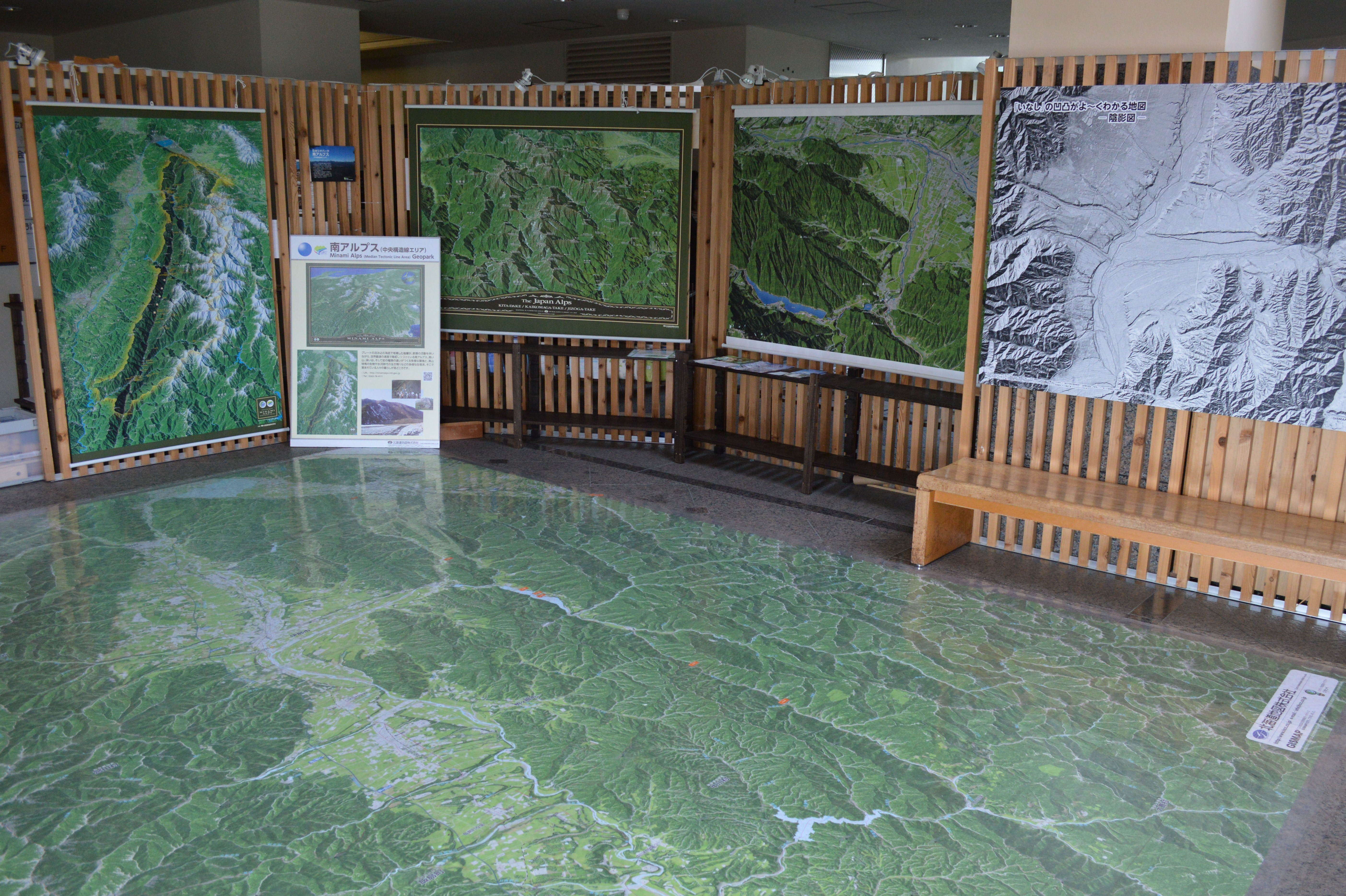
1階床面と展示パネル

## 高遠町図書館

### 歴史

#### 前史
- 1830年（文政13年） : 高遠文庫
- 1860年（万延元年） : 進徳館文庫
- 1908年（明治41年） : （私立）高遠図書館
- 1916年（大正5年） : （私立）高遠進徳図書館及び美術館
- 1920年（大正9年） : （町立）高遠進徳図書館

##### 高遠文庫・進徳館文庫

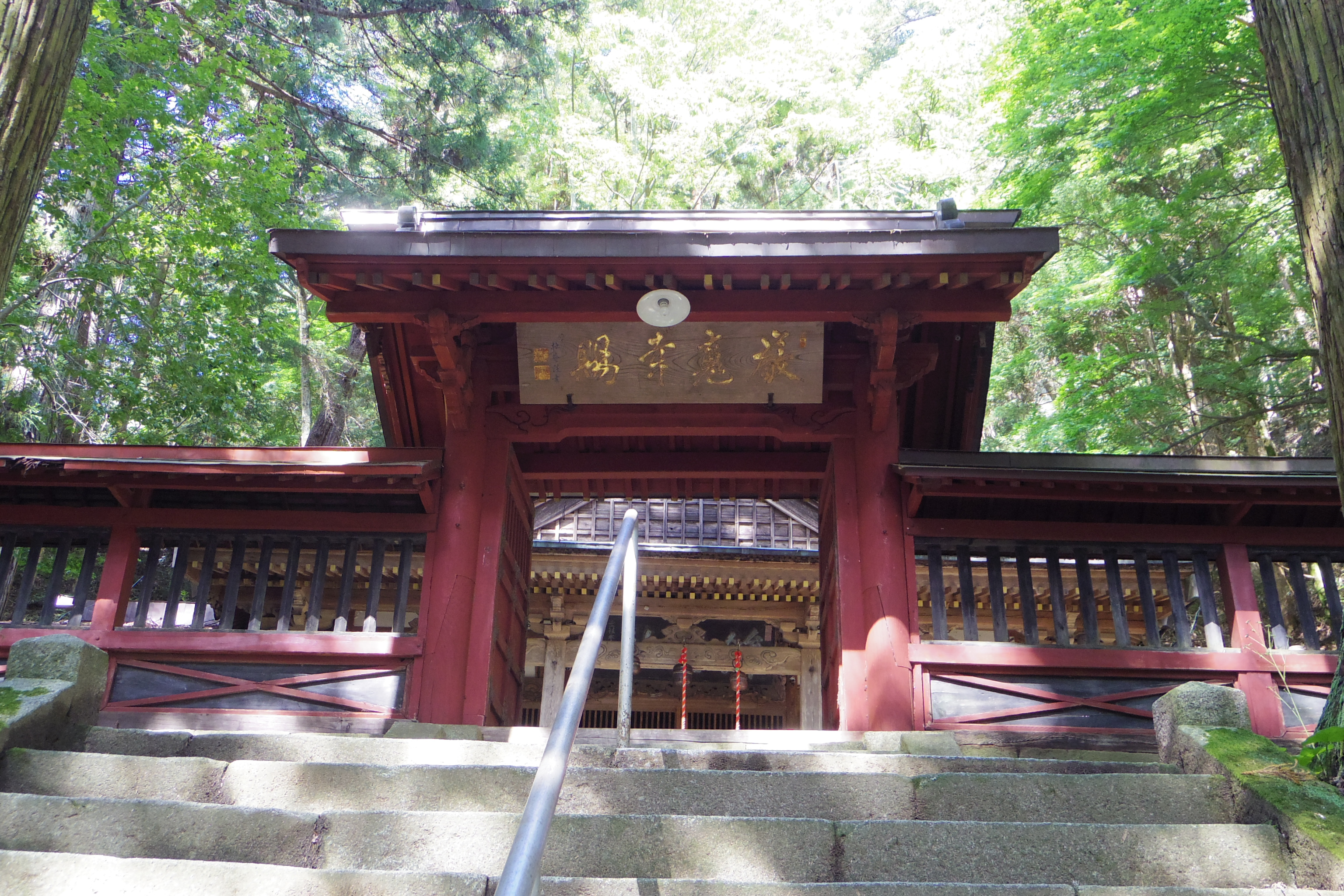
高遠文庫が置かれた鉾持神社

高遠藩の藩儒である中村元恒と、鉾持神社の神官であり国学者でもある井岡良古は、収集した書物を失うことを憂慮していた。文政13年（1830年）には中村と井岡が共同で、漢籍を中心とする鉾持文庫を鉾持神社に設置。下野国足利荘（現・栃木県足利市）の足利学校に倣って史書・経典・小説などを収集し、学者の研究に提供した。蔵書は学者からの寄付や藩主の後援によって収集されている。鉾持文庫は後に高遠文庫と改称し、進徳館設置の折には蔵書すべてが寄贈されている。高遠文庫は書物を収集・保存・利用した伊那谷初の施設だった。

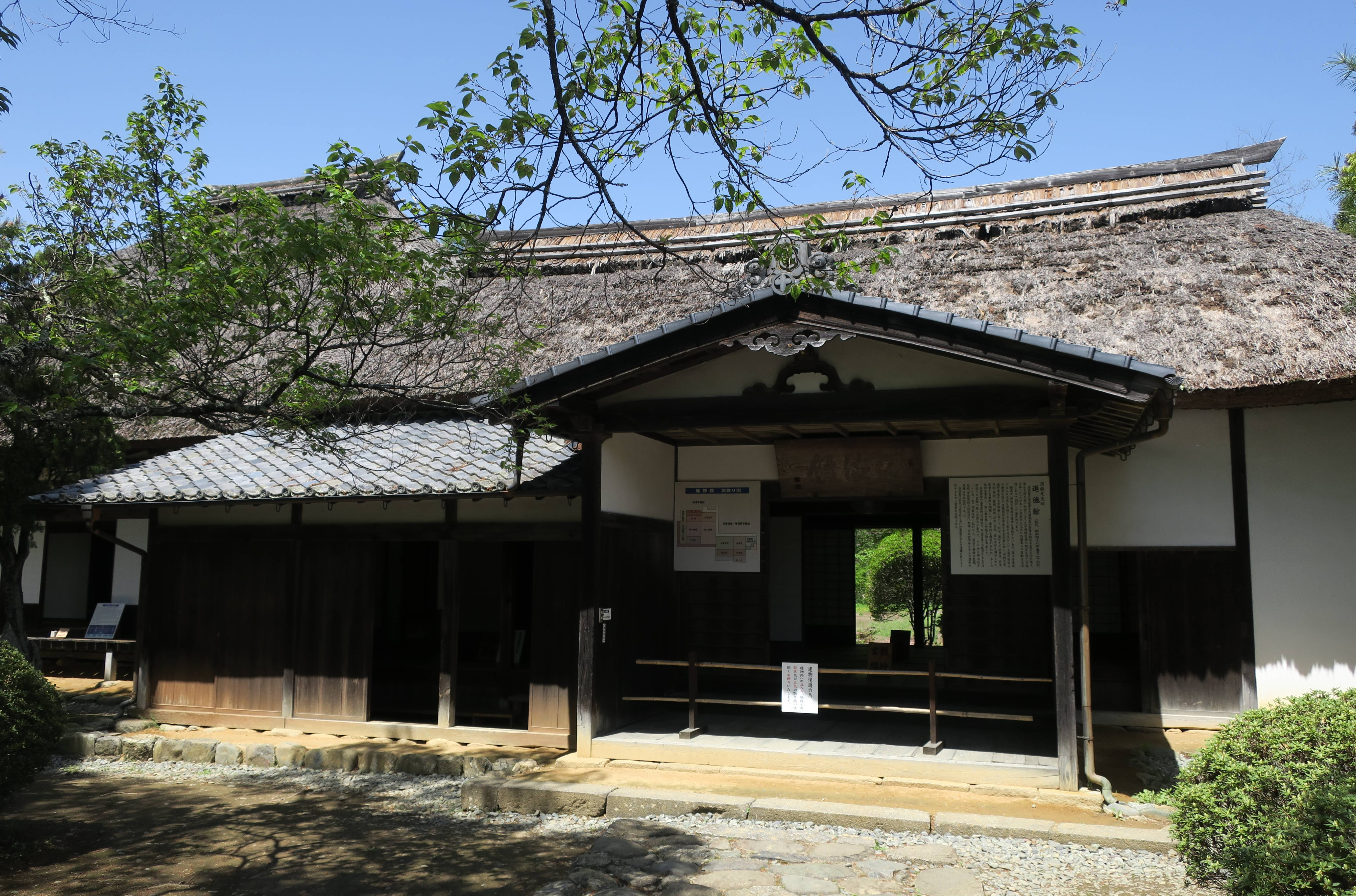
進徳館文庫が設置された進徳館

万延元年（1860年）、高遠藩第8代（最後）藩主の内藤頼直は高遠藩の藩校として高遠藩学問所（進徳館）を開き、館内に進徳館文庫を設置した。内藤頼直は高遠文庫から寄贈された660部・3,388冊を進徳館文庫に交付し、さらには江戸の藩邸から1,300冊を送付。その後も毎年交付を行い、1869年（明治2年）の版籍奉還の際には978部・7,113冊となっていた。個人では入手が困難な文献もあり、進徳館文庫には文庫司（司書）もいたようである。進徳館文庫の中身は進徳館が流れを受けている陽明学の図書が多い。この中には中国・明の時代に印刷された『文献通考』（80冊）などもあり、日本で欠本なしに所蔵しているのは進徳館文庫だけであるという。1871年（明治4年）の廃藩置県で進徳館は閉鎖された。
廃藩置県後には上屋敷のあった東高遠の人口や財力が急落し、商人が多かった西高遠の人口や財力が相対的に強まった。進徳館は東高遠にあったが、筑摩県は学校の設置場所を西高遠としたため、1872年（明治5年）に学制が公布されると東高遠と西高遠の間で対立が起こった。この騒動で進徳館文庫4,473冊は筑摩県預かりとなり、1874年（明治7年）1月には書籍が馬の背に乗せられて松本に送られた。進徳館文庫は筑摩県から長野県に引き継がれ、その後長野師範学校に移された。筑摩県に送られる際に使用中だった書籍2,071冊は高遠が「借用」している。

##### 私立図書館

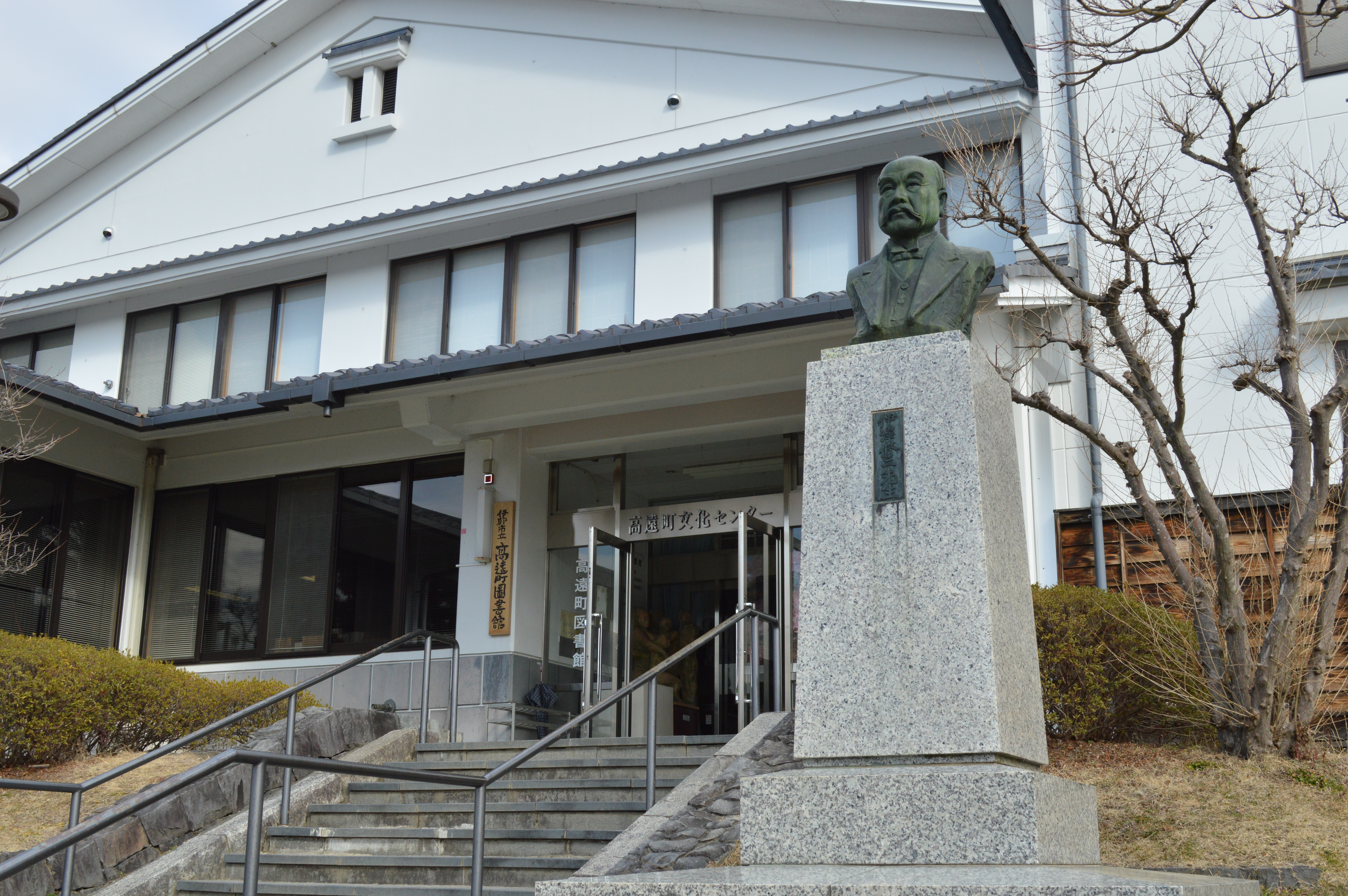
現在の高遠町図書館入口にある伊沢修二像

青年会や学校教員などが協力して、1908年（明治41年）5月3日には会費制の図書館活動である高遠図書館が創立された。この団体は文芸欄や新着図書欄を持つ「図書館月報」を発行し、巡回文庫（移動図書館）の規定を設けて町民に読書を奨励。この巡回文庫は20冊程度の図書を入れた箱を会員間で巡回させるものである。月1回の例会、年3回の大会を開催し、大会ではレコード鑑賞、講演、研究発表・弁論、運動会などを行った。1914年（大正3年）には活動が評価されて長野県知事表彰を受けている。同年から1915年（大正4年）には寄付金を募って書庫を建設した。書庫建設後には図書館の建設を模索したが、進徳図書館及美術館の構想が具体化したために凍結された。
長野県内務部学務課が行った「図書館文庫ニ関スル調査」によると、1916年時点で上伊那郡には30の図書館があり、その中で高遠図書館は佳良図書館に挙げられている。4,000冊以上の蔵書を持つ図書館は長野県に6館だけであり、約25,600冊を持つ長野市の信濃教育会信濃図書館（現・県立長野図書館）と約17,500冊を持つ松本市の松本開智図書館（現・松本市図書館）を除けば、6,944冊の高遠図書館を筆頭に4館すべてが上伊那郡内にあった。
高遠町出身の伊沢修二は故郷に図書館を建設するべく、1912年（大正元年）に進徳図書館及美術館の建設委員会を設置。1916年（大正5年）9月23日には建物の開館式が行われた。建設資金は伊沢や中村弥六などの高遠町出身者が供出し、建物は建設後に高遠町に寄付された。建物は2階建であり、延床面積は25坪だった。小学校の教員が中心となって運営されている。建設過程においては伊沢と中村の間に意見の対立があり、また経営は順調とはいえなかった。

##### 高遠進徳図書館（1920-昭和初期）
1916年から数年間は2つの図書館活動が共存していたが、1920年（大正9年）には合併して高遠町立高遠進徳図書館となった。進徳館文庫の蔵書の一部、高遠図書館と進徳図書館及美術館の蔵書を引き継いでいる。運営は高遠小学校長に委任され、小学校の教員が図書館職員を兼任した。開館は1920年4月頃と推定されており、6月3日付で高遠尋常高等小学校教諭の北村勝雄が司書に任命された。太平洋戦争中には図書の購入ができず活動は停滞。戦後には高遠進徳図書館の建物が高遠町花畑に移築されたが、昭和初期から1986年まで高遠町の図書館活動は事実上存在しなかった。

#### 高遠町図書館（1986-）
1986年には高遠町文化センター及び図書館を新築し、高遠進徳図書館の蔵書を引き継いだ。計画段階では図書館法における「図書室」という位置づけだったが、建設段階で「図書館」に変更され、書庫や児童室などが追加された。同年10月26日に高遠町図書館の竣工開館式が行われ、12月2日に図書の貸出を開始した。開館年度の図書購入費は1156万円であり、7,937冊の図書を購入して蔵書の中心としたほか、県立長野図書館から3,000冊を借用して開館に備えている。
開館後の図書館資料費は毎年1000万円を超え、住民1人あたり購入費では日本一の座にあり続けた。長野県の公共図書館で通算貸出冊数が10万冊を超えるのは平均6年3か月だが、1989年9月30日、高遠町図書館は開館から2年10か月で10万冊を超えた。高遠町図書館には古文書館が併設されており、古文書や古書を収集・保存している。奉仕人口8,000人弱の図書館ながら、20時までの夜間開館を実施し、高遠町図書館資料叢書や高遠ふるさと叢書を発行した。開館当初の貸出冊数は最大2冊だったが、1987年には最大3冊、1988年には最大5冊となり、やがて貸出冊数制限を撤廃した。
1988年度には長藤分館・三義分館が、1989年度には片倉分館が、1991年度には上山田分館が設置されている。1991年3月3日にはコンピュータを導入し、1993年3月には高遠藩の資料などを保管する古文書館が竣工した。1995年には夜間貸出が開始された。1995年度には小学校分館が開館し、一般にも開放された。『長野県の公共図書館』によると、1995年当時の蔵書数は44,177冊、雑誌33冊、新聞11紙だった。

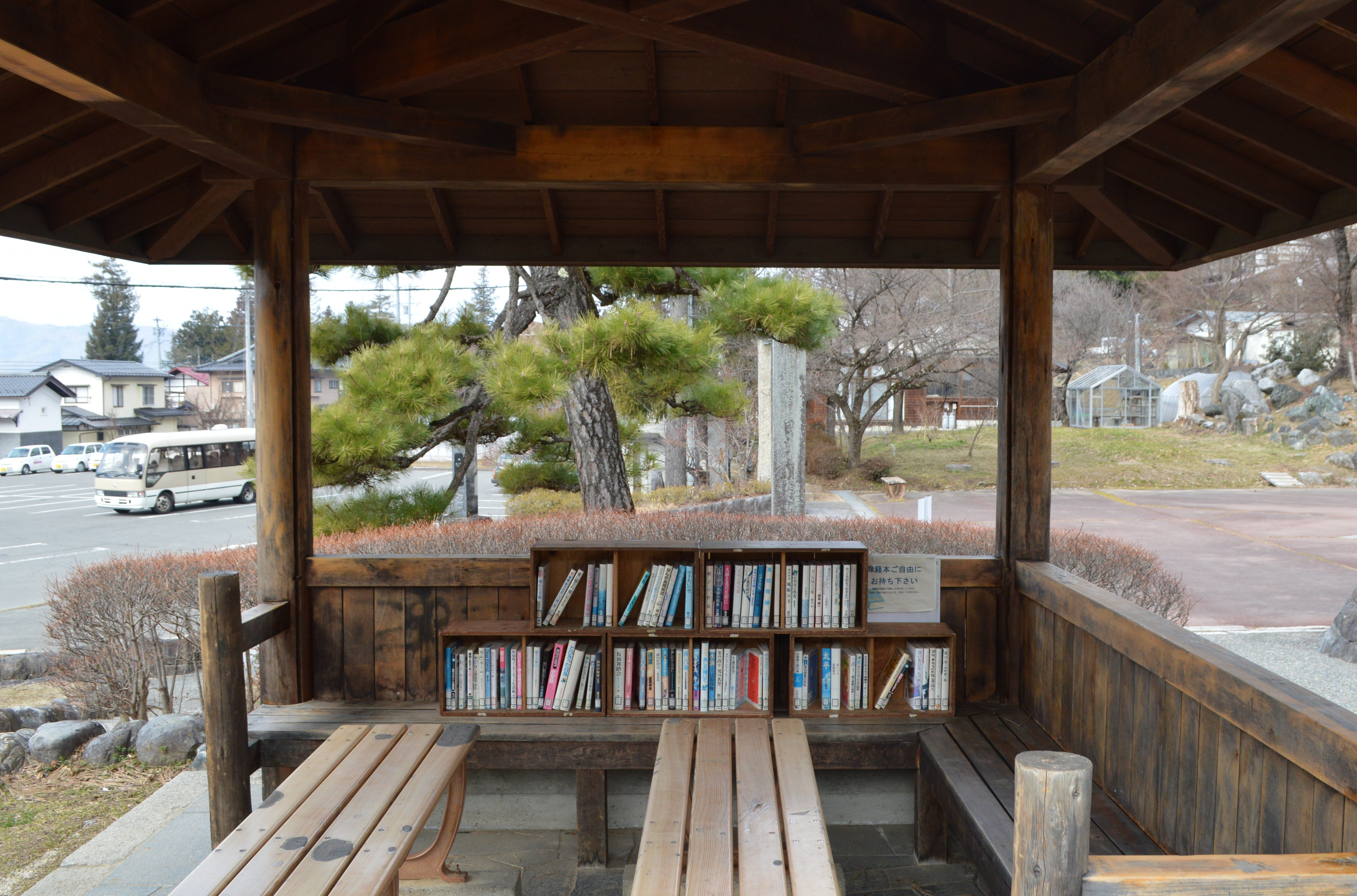
敷地内の東屋に設置された本棚

高遠町出身者や高遠町に関する資料の復刻を目的として、高遠町図書館資料叢書を発行している。当初は図書館員自らがパソコン入力・印刷・製本などを行っていたが、やがて出版社を介するようになった。1988年には市民団体「高遠に文学碑を建てる会」が発足し、図書館は建てる会の事務局として推進役を担った。建てる会は1988年11月に初の文学碑として巖谷小波の句碑を建て、31基を建てたのちの1997年3月に解散した。
1997年8月19日は開館からの貸出冊数が555,555冊に達した。この時点で1日平均55.5人が利用し、1日平均201.5冊の貸出があった。1人あたり年間貸出冊数は7.8冊であり、長野県では下條村立図書館（下條村）、富士見町図書館（富士見町）、南箕輪村図書館（南箕輪村）、喬木村立椋鳩十記念図書館（喬木村）に次いで多かった。
太平洋戦争後に進徳館文庫は信州大学教育学部に引き継がれ、国有財産として保管されていた。高遠小学校や高遠高校はたびたび長野県知事に返還を申し入れ、そのたびに申請は却下されていたものの、2002年には信州大学が進徳館文庫の返還を承認したことで、128年ぶりに4,279冊が高遠町に無期限の貸与という形で返還された。1983年に刊行された『高遠町史』は、進徳館文庫が「県庁の焼失のため大半は烏有に帰したが、残部が長野の師範学校と松本の開智学校附属図書館とに分けて蔵されるようになった。」と書いているが、2004年の調査では大半が現存していることが確認されており、失われた書籍は12%に相当する約850冊のみである。128年前から「借用」中の2,071冊と合わせて、進徳館文庫6,350冊が再び高遠に揃った。
2006年（平成18年）には高遠町・旧伊那市・長谷村が合併して新伊那市となり、高遠町図書館は伊那市立高遠町図書館に改称した。

## 基礎情報

### 図書館
| 図書館の一覧 | 図書館の一覧         | 図書館の一覧         | 図書館の一覧                                  | 図書館の一覧                                           |
| 館名         | 所在地               | 開館日               | 開館時間                                      | 休館日                                                 |
| ------------ | -------------------- | -------------------- | --------------------------------------------- | ------------------------------------------------------ |
| 伊那図書館   | 荒井3417番地2        | 毎週火曜日から日曜日 | 10時から19時まで                              | 毎週月曜日、年末年始、毎月最終火曜日、特別整理日       |
| 高遠町図書館 | 高遠町西高遠810番地1 | 毎週火曜日から日曜日 | 火曜日から土曜日は10時-20時 日曜日は10時-17時 | 毎週月曜日、祝日、年末年始、毎月最終金曜日、特別整理日 |

### 公民館図書室

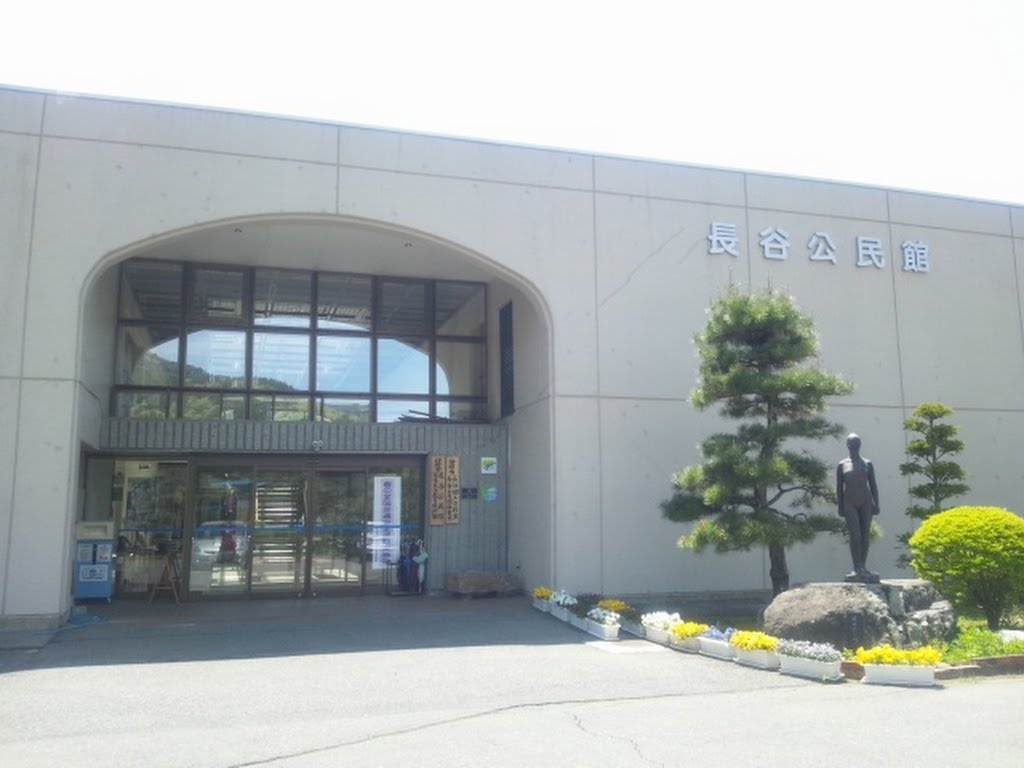
長谷公民館
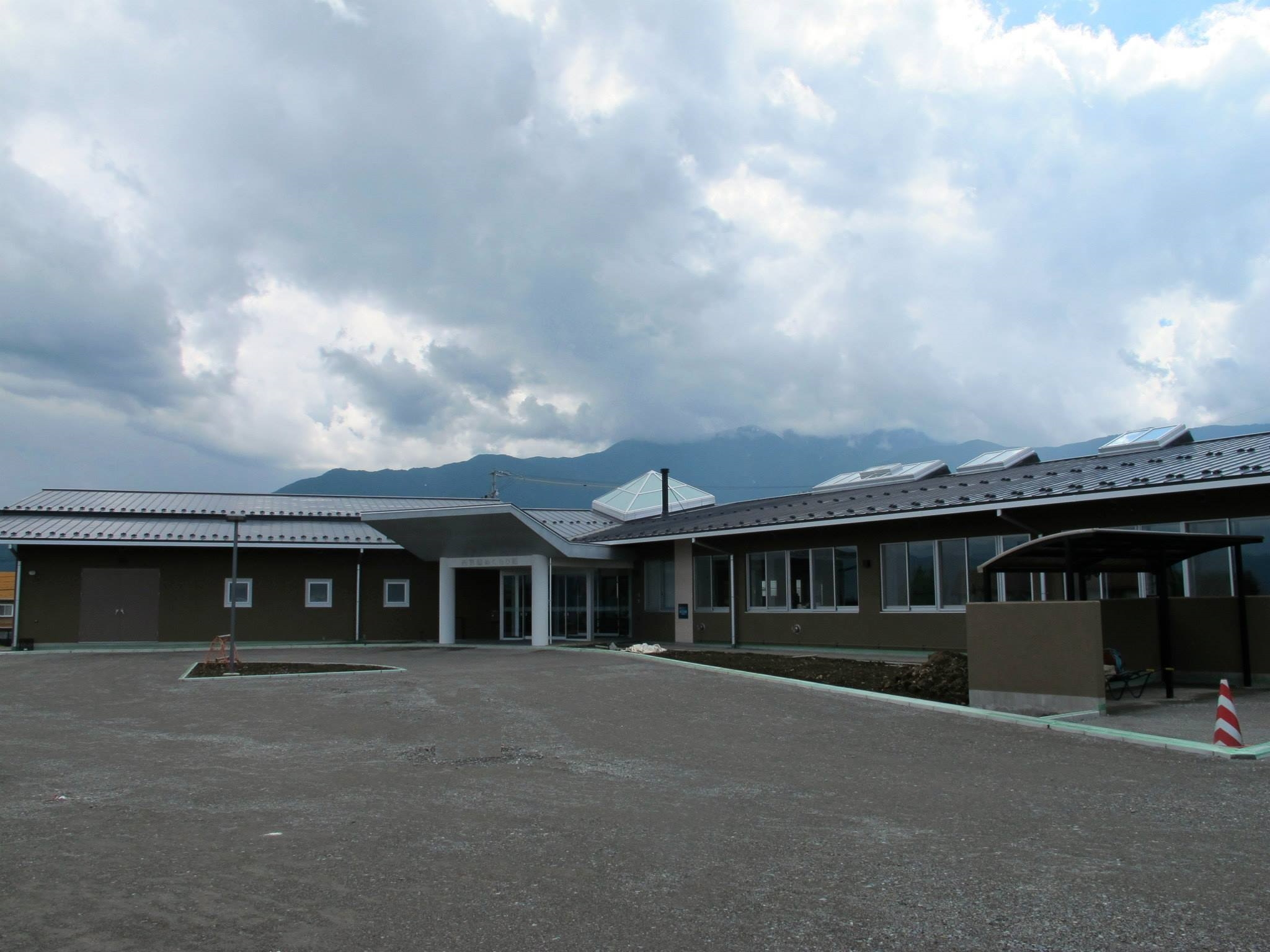
西箕輪ぬくもり館

| 公民館図書室の一覧               | 公民館図書室の一覧                                                                                            | 公民館図書室の一覧                  | 公民館図書室の一覧                     |
| 館名                             | 所在地 | 開館日                              | 開館時間                               |
| -------------------------------- | --- | ----------------------------------- | -------------------------------------- |
| 春近郷ふれ愛館図書室             | 東春近1826番地 （東春近公民館内、北緯35度48分15.5秒 東経137度57分30.3秒 / 北緯35.804306度 東経137.958417度）  | 毎週水曜日、木曜日、土曜日          | 水曜と木曜は10時-18時 土曜は10時-17時  |
| 富県ふるさと館図書室             | 富県6393番地1 （富県公民館内、北緯35度49分04.3秒 東経137度59分38.8秒 / 北緯35.817861度 東経137.994111度）     | 毎週水曜日、金曜日、土曜日          | 水曜と金曜は10時-18時 土曜は10時-17時  |
| 手良図書室                       | 手良野口260番地1 （手良公民館内、北緯35度51分53.6秒 東経138度00分50.9秒 / 北緯35.864889度 東経138.014139度）  | 毎週水曜日、木曜日、土曜日（月2回） | 水曜と木曜は10時-18時 土曜は10時-17時  |
| 長谷公民館図書室                 | 長谷溝口1188番地1 （長谷公民館内、北緯35度47分35.8秒 東経138度05分01.1秒 / 北緯35.793278度 東経138.083639度） | 毎週月曜日から金曜日、土曜日        | 月曜から金曜は9時-17時 土曜は10時-16時 |
| 美篶きらめき館図書室             | 美篶4999番地1 （美篶公民館内、北緯35度50分25.5秒 東経138度00分37.6秒 / 北緯35.840417度 東経138.010444度）     | 毎週水曜日、金曜日、土曜日          | 水曜と金曜は10時-18時 土曜は10時-17時  |
| 西箕輪ぬくもり館図書交流スペース | 西箕輪4000番地8 （西箕輪公民館内、北緯35度52分26.8秒 東経137度55分37.1秒 / 北緯35.874111度 東経137.926972度） | 毎週月曜日から土曜日                | 火曜、金曜は10時-18時 土曜は10時-17時  |

- 長谷公民館
- 西箕輪ぬくもり館

### 利用案内
- 貸出
  - 貸出カード作成可能者に住所などの制限なし
  - 本・雑誌は貸出可能冊数制限なし・最大2週間
  - 視聴覚資料は最大2点・最大1週間